# Claude Samuel
Pour les articles homonymes, voir Samuel (homonymie).
Claude Samuel, né à Paris le 23 juin 1931 et mort le 14 juin 2020 dans la même ville, est un critique musical et homme de radio français.

## Biographie
Après des études médicales et l’obtention du diplôme de chirurgien-dentiste, Claude Samuel choisit de se consacrer au journalisme dans le domaine de la musique classique. Il sera un collaborateur régulier de différents journaux de la presse quotidienne (Paris-Presse, de 1961 à 1970 ; Le Matin de Paris, de 1977-1987) de la presse hebdomadaire (L’Express en 1959 et 1960 ; Le Nouveau Candide de 1961 à 1967 ; Le Point, de 1974 à 1989), mensuelle (Revue Réalités, et collection de disques Philips-Réalités de 1957 à 1960) et de la presse musicale (Harmonie, Le Panorama de la Musique, Musiques, La Lettre du musicien, Diapason, où il tient la rubrique « Ce jour-là » depuis 2001). Par ailleurs, il commente l’actualité culturelle depuis 2007 dans un blog hebdomadaire. 
Producteur d’émissions à la RTF puis à l’O.R.T.F. (plus de mille émissions de 1957 à 2007 pour France Culture et France Musique), il est Directeur de la Musique (nommé sous la présidence de Jean Maheu) de 1989 à 1996 ; à ce titre, il est vice-président du Théâtre des Champs-Élysées. 
Consacrant une importante partie de son activité, sous différentes formes, à la création contemporaine, il est responsable de la programmation du Festival international d'art contemporain de Royan de 1965 à 1972 puis, après un différend avec les autorités de Royan, il poursuit ce travail à La Rochelle de 1973 à 1977. 
Créateur du Centre Acanthes, session pédagogique annuelle destinée aux jeunes compositeurs et interprètes installée successivement au Conservatoire d’Aix-en-Provence (1977-1986), à la Chartreuse de Villeneuve-lès-Avignon (1987-2003) puis à l’Arsenal de Metz (2004-2011), il y a convié quelques figures marquantes de la musique contemporaine (Karlheinz Stockhausen, Iannis Xenakis, György Ligeti, Henri Dutilleux, Witold Lutoslawski, Mauricio Kagel, Pierre Henry, Luciano Berio, Olivier Messiaen, Pierre Boulez, Luigi Nono, Toru Takemitsu, Elliott Carter, Sofia Gubaïdulina, Helmut Lachenmann, György Kurtag, Peter Eötvös, Wolfgang Rihm). A Radio France, il crée et dirige de 1991 à 1997 le Festival Présences. 
Très investi dans le domaine des compétitions musicales, Claude Samuel a créé et dirigé le Concours Olivier-Messiaen pour le piano contemporain (1977-2007) et le Concours de violoncelle Rostropovitch (1977-2009). Il a dirigé les Concours de la Ville de Paris de 1990 à 2014 (Concours de flûte Jean-Pierre Rampal, Concours de trompette Maurice-André, Concours de piano-jazz Martial Solal, Concours de lutherie et d’archèterie Étienne Vatelot). Il a créé et présidé le Prix des Muses (1996-2016).

## Décorations
- Légion d’honneur (1985)
- Officier des Arts et des Lettres
- Officier de l’ordre du Mérite (1993)[5]

## Ouvrages
- Prokofiev, Paris, Seuil, coll. « Solfèges », 1995 (1re éd. 1960), 222 p. (ISBN 2-02-024580-9, OCLC 610818402, BNF 35766136) (éd. revue et augmentée)
- Panorama de l’art musical contemporain, Gallimard (1962)
- Entretiens avec Olivier Messiaen, Belfond (1967)
- Ed. augmentée sous le titre Olivier Messiaen – Musique et couleur
- Olivier Messiaen, nouveaux entretiens (Belfond, 1986)
- Permanences d’Olivier Messiaen - dialogues et commentaires, Actes Sud (1999)
- Olivier Messiaen/Le livre du Centenaire (en coll. avec Anik Lesure), Symétrie (2008)
- Le Grand Macabre de Ligeti, Hubschmid et Bouret (1981)
- Eclats/Boulez, Ed. du Centre Georges Pompidou (1986)
- Pierre Boulez/Eclats 2002, Ed. Mémoire du Livre (2002)
- Entretiens avec Mstislav Rostropovitch et Galina Vichnevskaïa, Ed. Robert Laffont (1983)
- Clara S./Les secrets d’une passion, Flammarion (2006)